# Pallavolo Femminile Matera
La Pallavolo Femminile Matera, o semplicemente PVF Matera, è stata una società pallavolistica femminile di Matera, tra le protagoniste del campionato italiano negli anni novanta.

## Storia

### Gli inizi
Il club nacque nel 1976 come Polisportiva Libertas Materana, con i colori sociali bianco e celeste. La scalata fu veloce: già nella stagione 1985-86 esordì in Serie A2 e due anni dopo, nella stagione 1987-88 e con la sponsorizzazione Landsystem, la squadra lucana, stavolta con i colori biancorossi, festeggiò la sua prima promozione in Serie A1; era infatti il 12 marzo 1988 quando, al PalaEvangelisti, le ragazze di coach Paolo Damiani batterono le padrone di casa della Sirio Perugia e conquistarono la massima serie con due giornate di anticipo.
Il successivo primo anno in A1, col club che, nel frattempo, aveva nuovamente e stavolta stabilmente mutato i propri colori sociali in biancoverdi, fu certamente più che positivo, grazie anche alla nuova sponsorizzazione da parte della Banca Popolare di Pescopagano e all'arrivo a Matera di atlete di livello internazionale come la statunitense Rita Crockett. Le lucane infatti arrivarono fino ai quarti di finale dei play-off dove furono però eliminate dal San Lazzaro. Nella stagione seguente, quella del 1989-90, la seconda in massima categoria, l'ambizioso club disputò un altro campionato di vertice arrivando stavolta alle semifinali scudetto. Da qui in avanti, prescindendo da quelli vinti, negli anni di militanza in A1 la squadra raggiungerà sempre l'obiettivo minimo dei quarti di finale dei play-off scudetto.

### Gli anni d'oro

Il tecnico Giorgio Barbieri, protagonista nei primi successi di Matera a inizio anni 90

All'ottobre 1991 risale il primo trofeo internazionale, la Coppa CEV, vinta nella finale di Ankara contro le connazionali di Reggio Emilia, mentre nel febbraio 1992 le materane, stavolta tra le mura amiche del PalaSassi, concessero il bis in Coppa CEV sconfiggendo in finale un altro club emiliano, il Modena: Matera fu così la prima società ad alzare la prestigiosa Coppa federale per due volte consecutivamente.
Nella stagione 1991-92, sotto il nome del suo nuovo sponsor Calia Salotti, Matera festeggiò anche lo scudetto; era il 16 maggio 1992, infatti, quando le lucane, guidate da Giorgio Barbieri e con nomi come Consuelo Mangifesta, Prikeba Phipps, Annamaria Marasi, Krisztina Fekete, Nada Zrilic, Giseli Gavio, Barbara Leoni, Antonella Cataldo e Paola Franco, espugnarono nuovamente il PalaEvangelisti nella finale play-off contro la Sirio, laureandosi campioni d'Italia. Fu un successo storico per vari motivi, sia perché fu il primo tricolore nella storia del club e, più in generale, dello sport lucano, sia perché interruppe l'egemonia nazionale dell'Olimpia Ravenna che perdurava da ben undici anni.
Successivamente, l'arrivo tra gli investitori della Parmalat, che comportò il cambio di sponsor in Latte Rugiada, rese Matera un importante punto di riferimento per la pallavolo di tutto il Sud Italia. Quella del 1992-93 fu una stagione unica per le lucane che, guidate ancora da Barbieri e con in più l'innesto in squadra di Gabriela Pérez del Solar, riuscirono nell'impresa di centrare il grande slam vincendo tutto quello che era possibile vincere: campionato, Coppa Italia e Coppa dei Campioni. Per la società biancoverde fu la consacrazione definitiva nell'olimpo della pallavolo internazionale dell'epoca: infatti, dopo aver battuto l'Olimpia nella finale dei play-off scudetto, s'impose sempre contro le ravennati anche nella finale tutta italiana di Coppa dei Campioni a Santeramo in Colle.

Il Matera vincitore dell'accoppiata scudetto-Coppa Italia nella stagione 1993-94

Sotto la nuova guida tecnica di Massimo Barbolini, nel triennio seguente Matera si confermò tra i team più forti d'Europa vincendo consecutivamente altri due scudetti e due Coppe Italia tra il 1994 e il 1995, l'appena istituita Supercoppa europea nel 1993 e ancora la Coppa dei Campioni dell'edizione 1995-96, battendo in finale a Vienna le russe dell'Uraločka; la squadra schierava, accanto alle veterane Mangifesta, Marasi, Paola Franco e Cinzia Perona, le nuove Vania Beccaria, Guendalina Buffon e Susanne Lahme, quest'ultima erede di Phipps. Disputò inoltre, in Brasile, la finale del mondiale per club 1994, persa contro le pauliste del Leite Moça.

### Il declino
Nella stagione 1996-97 la squadra, che accanto a Mangifesta, Beccaria, Buffon e Perona vedeva ora Anna Vania Mello, Roberta Radogna, Stefania Paccagnella e Tonya Williams, disputò le final four di Supercoppa europea e Coppa dei Campioni, entrambe chiuse al quarto posto; il titolo continentale andò al Bergamo, in cui nel frattempo si erano accasate le ex Gavio e Phipps. Quest'annata, passata anche per l'avvicendamento in panchina tra Donato Radogna e il suo vice Gianfranco Milano, rappresentò a posteriori l'ultimo sussulto del ciclo vincente materano: proprio sul finire del decennio, infatti, l'epopea delle biancoverdi fu interrotta dal nascere di nuove realtà nazionali, prima fra tutte quella summenzionata bergamasca, o dal definitivo consolidamento di altre, in primis la Sirio.
Seguì quindi un triennio in cui, pur vantando in organico elementi come Barbara Fontanesi, la nazionale romena Carmen Țurlea e la nazionale olandese Elles Leferink, Matera conseguì piazzamenti mediocri, con l'apice negativo del campionato 1998-99 in cui raggiunse la salvezza solo all'ultima giornata. Fu poi la crisi finanziaria che colpì duramente la Parmalat a decretare la fine del sostegno economico e anche della storia del club che, al termine della stagione 1999-00, dovette cedere il proprio titolo sportivo a Reggio Emilia e interrompere così l'attività: si chiuse in tal modo la storia di una delle società più vincenti della pallavolo femminile italiana di quegli anni.
Nel 2012 la società materana provò a ripartire, ma fu attiva per la sola stagione 2012-13 prima di sciogliersi nuovamente e stavolta definitivamente.

## Allenatori e presidenti
- 19??-19??  Marzio Muscatiello
- 19??-19??  Marcello Capocelli
- 19??-19??  Ivan Seferinov
- 19??-19??  Natale Lucarella
- 19??-19??  Paolo Damiani
- 19??-19??  Irma Cordero
- 19??-1991  Antonio Beccari
- 1991-1993  Giorgio Barbieri
- 1993-1996  Massimo Barbolini
- 1996-1997  Donato Radogna
- 1997-1998  Giuseppe Cuccarini
- 1998-1999  Gianfranco Milano (lug.-feb.)
 Giorgio Barbieri (mar.-giu.)
- 1999-2000  Ricardo Victor Maldonado

- 1976-1982  ...
- 1982-1993  Salvatore Bagnale
- 1993-1997  Candido Bacchi
- 1997-2000  Roberta Tommaselli

## Pallavoliste

### Contributo alle nazionali
Nel corso degli anni 90 hanno fatto stabilmente parte della nazionale italiana le materane Consuelo Mangifesta, Annamaria Marasi, Anna Vania Mello e Stefania Paccagnella; hanno fatto parte del giro azzurro anche le due centrali piemontesi Paola Franco e Cinzia Perona, la palleggiatrice fiorentina Francesca Vannini, la centrale veneta Stefania Paccagnella, la schiacciatrice carrarina Guendalina Buffon, la palleggiatrice emiliana Barbara Fontanesi e la schiacciatrice Ana Paula De Tassis che disputò come libero il torneo olimpico di Sydney 2000. A livello giovanile, Mello aveva già fatto parte delle nazionali giovanili Under-19 e Under-20 azzurre.
Quanto al resto del mondo, Matera ha annoverato le nazionali Gabriela Pérez del Solar del Perù, Prikeba Phipps degli Stati Uniti e Carmen Țurlea della Romania.

## Palmarès

Il Matera festeggia la vittoria della Coppa dei Campioni 1992-93

- Campionato italiano: 4

1991-92, 1992-93, 1993-94, 1994-95
- Coppa Italia: 3

1992-93, 1993-94, 1994-95
- Coppa dei Campioni: 2

1992-93, 1995-96
- Coppa CEV: 2

1990-91, 1991-92
- Supercoppa europea: 1

1993